# راسيل كيلي (عالم عقيدة)
راسيل كيلي (بالإنجليزية: Russell Kelly)‏ هو عالم عقيدة أمريكي، ولد في 12 ديسمبر 1944 في جاكسونفيل في الولايات المتحدة.